# Janowo (Warnice)
Janowo (deutsch Johannisberg) ist ein Wohnplatz in der Woiwodschaft Westpommern in Polen.
Der Wohnplatz liegt in Hinterpommern, etwa 35 Kilometer südöstlich von Stettin und etwa neun Kilometer nordöstlich von Pyrzyce (Pyritz), etwa 600 Meter vom südöstlichen Ortsrand des Dorfes Stary Przylep (Alt Prilipp) entfernt.
Im Jahre 1832 verlegte Johann David Schönfeldt, der Besitzer des Freischulzengutes von Alt Prilipp, seinen Hof aus dem Dorf heraus und erbaute sich südöstlich des Dorfes einen Gutshof, der den Namen Johannisberg erhielt. Schönfeldt hatte sich zu seinem Freischulzengut weiteres Land hinzugekauft.
Im Jahre 1868 gehörten zu Johannisberg auch eine Windmühle und eine Ziegelei. Zu dem Gut Johannisberg gehörten damals 544 Morgen Land. Um 1912 hatte Johannisberg 101 Einwohner.
Vor 1945 gehörte Johannisberg zur Gemeinde Alt Prilipp und mit dieser zum Kreis Pyritz der preußischen Provinz Pommern.
Nach dem Zweiten Weltkrieg kam Johannisberg, wie ganz Hinterpommern, an Polen. Es erhielt den polnischen Ortsnamen Janowo. Heute gehört es zur Gmina Warnice (Landgemeinde Warnitz) und mit dieser zum Powiat Pyrzycki (Pyritzer Kreis) der polnischen Woiwodschaft Westpommern.